# Shigeru Kasamatsu
Shigeru Kasamatsu, em japonês: 笠松 茂 Kasamatsu Shigeru, (Kumano, 16 de julho de 1947) é um ex-ginasta japonês que competiu em provas de ginástica artística.
Shigeru fez parte da equipe japonesa que conquistou a medalha de ouro nos Jogos Olímpicos de Verão de Munique, em 1972, Alemanha. O ginasta ainda é detentor de mais três medalhas olímpicas, e oito em mundiais, sendo seis destas de ouro.

## Carreira
Shigeru estreou em competições internacionais, representando seu país nos Jogos Olímpicos de Munique, em 1972. Neles, o ginasta ao lado de Sawao Kato, Eizo Kenmotsu, Akinori Nakayama, Mitsuo Tsukahara e Teruichi Okamura, conquistou a medalha de ouro nos eventos coletivos, superando a equipe soviética. Classificado para mais cinco finais individuais: geral, cavalo com alças, barras paralelas, barra fixa e solo, o ginasta foi medalhista em três eventos. No geral, o ginasta somou 113.700 pontos, e terminou na quinta colocação, em prova vencida pelo compatriota Sawao Kato. Na final do solo e cavalo com alças, Shigeru foi quarto no cavalo, e bronze nos exercícios de solo. Apresentando-se na barra fixa, conquistou mais um bronze, e nas paralelas, a medalha de prata.
Em 1974, competindo no Campeonato Mundial de Varna, Shigeru conquistou quatro medalhas de ouro nos eventos coletivos e individuais e na final do solo e salto. Devido a uma apendicectomia de emergência, o ginasta não pode competir nos Jogos Olímpicos de Montreal, em 1976. Dois anos depois, o ginasta disputou o Campeonato Mundial de Estrasburgo, conquistando o bicampeonato mundial por equipes, e a medalha de ouro na barra fixa. Em 1979, na final da Copa do Mundo de Tóquio, o ginasta foi medalhista de prata no concurso geral, superado pelo soviético Alexander Dityatin. No evento seguinte, deu-se o Mundial de Fort Worth. Nele, Shigeru conquistou apenas um bronze, nos exercícios coletivos.
Após a realização do evento, o ginasta anunciou oficialmente sua aposentadoria do desporto, casando com a também ginasta Kazue Hanyu, que competiu nos Jogos Olímpicos de 1968 e 1972. Seu filho, Akihiro, competiu nos Jogos Olímpicos de Sydney, em 2000 representando o seu país natal.
Em 2007, o ginasta foi inserido no International Gymnastics Hall of Fame.

## Principais resultados
| Ano  | Evento                                    | AA               | Equipe            | Solo              | Cavalo com alças | Argolas | Salto sobre o cavalo | Barras paralelas | Barra fixa        |
| ---- | ----------------------------------------- | ---------------- | ----------------- | ----------------- | ---------------- | ------- | -------------------- | ---------------- | ----------------- |
| 1972 | Jogos Olímpicos                           | 5º               | Medalha de ouro   | Medalha de bronze | 4º               |         |                      | Medalha de prata | Medalha de bronze |
| 1974 | Campeonato Mundial de Ginástica Artística | Medalha de ouro  | Medalha de ouro   | Medalha de ouro   |                  |         | Medalha de ouro      |                  |                   |
| 1978 | Campeonato Mundial de Ginástica Artística |                  | Medalha de ouro   |                   |                  |         |                      |                  | Medalha de ouro   |
| 1979 | Copa do Mundo - Tóquio                    | Medalha de prata |                   |                   |                  |         |                      |                  |                   |
| 1979 | Campeonato Mundial de Ginástica Artística |                  | Medalha de bronze |                   |                  |         |                      |                  |                   |